# Освоєння надр Землі

Освоєння надр Землі – сфера людської діяльності, пов’язана з вивченням і практичним використанням земної кори. Включає видобуток корисних копалин, їх пошук і розвідку, охорону довкілля і наук. дослідження з цих проблем. О.н.з. почалося в палеоліті і триває до сьогодні. В історії О.н.з. простежується дек. осн. періодів еволюції знань, яка відбувалася в тісному зв’язку з розвитком знарядь праці, виробничих відносин, наук. ідей, світоглядних уявлень, вдосконаленням засобів інформаційної взаємодії.

## Історія

### Період кам’яних гірничих знарядь праці
Фаза технологічної цивілізації:
- Неолітична, 1 – 2 млн років – 35-40 тис. р. до н.е. Характеристика гірничих технологій і знарядь: Збирання кам’яного матеріалу з поверхні.
- Неолітична, (35 – 40) – 6 тис. р. до н.е. Характеристика гірничих технологій і знарядь: Давні кар’єри, кам’яні молоти, кайла, кирки, рогові кайла.

### Період металевого гірничого інструменту
Фаза технологічної цивілізації: Гірничо-металургійна (бронзова доба) 6 тис. р. до н.е. – IX ст. до н.е.
Характеристика гірничих технологій і знарядь: Підземні виробки для видобування руд, вогневі роботи, механічний вруб. Бронзові кайла, кирки, клини, молоти. Колісні механізми.

### Період гірничих механізмів
Фаза технологічної цивілізації: Гірничо-металургійна (залізна доба) IX ст. до н.е. – V ст. н.е.
Характеристика гірничих технологій і знарядь: Розгалужені підземні вироб-ки, штучне провітрювання, колодязний видобуток нафти. Залізні кайла, клини, молоти, механічні пристрої для шахтного підйому та водовідливу. Перше буріння свердловин.

### Період гірничих механізмів з приводом
Фаза технологічної цивілізації: Енергетична (етап гідроси-лових устано-вок), (VI – VIII) – XVIII ст. н.е.
Характеристика гірничих технологій і знарядь: Перші шахтні системи. Вико-ристання пороху. Перші механізми для збагачення к.к. Привод від водяного колеса, кінної тяги. Рейкові вагонет-ки. Вибухобезпечні ліхтарі. Система вентиляції.

### Період гірничих механізмів з паровим приводом
Фаза технологічної цивілізації: Енергетична (етап паросило-вих установок), XVIII – XIX ст. 
Характеристика гірничих технологій і знарядь: Системи шахтної розробки вугілля і руд. Багатоуступні кар’єри. Вибухові роботи. Гідромеханізація. Виймальні гірн. машини, одно- та багатоковшові екскаватори, бурові верстати, врубові і трансп. машини, конвеєри. Механізоване збагачення корисних копалин.

### Період систем гірничих машин, автоматизації
Фаза технологічної цивілізації: Енергетично-інформаційна (етап застосування електроенергії та ін-форм. технологій), ХХ ст.
Характеристика гірничих технологій і знарядь: Системи комплексно-механізованої розробки родовищ к.к. на континентах. Управління гірн. тиском. Морська гірнича технологія. Високопродуктивна техніка видобутку і збагачення корисних копалин, автоматизовані комплекси, надглибоке буріння. Автоматизація процесів.